# Erich Hartmann
Erich Alfred Hartmann (ur. 19 kwietnia 1922, zm. 20 września 1993) – najskuteczniejszy as myśliwski w historii lotnictwa z uznanymi  352 zwycięstwami (z czego 345 stanowiły maszyny radzieckie). Odbył 1404 loty bojowe dla niemieckiej Luftwaffe, 825 razy walcząc, rozbijając się przy tym 14 razy.

## Młodość
Hartmann urodził się w Weissach w Wirtembergii jako syn Elisabeth i Alfreda Hartmannów. Większość swojego dzieciństwa spędził na Dalekim Wschodzie wraz ze swoim ojcem, który jako lekarz pracował w Chinach. Do Niemiec wrócił w 1928. Tak jak wielu młodych, lotnictwa uczył się na lotach szybowcowych. W wieku 14 lat uzyskał licencję pilota szybowcowego i został instruktorem grupy szybowcowej Hitlerjugend. Licencję pilota zdobył w 1939, w końcu 1940 rozpoczął edukację lotniczą w Luftkriegsschule II (Szkole Lotnictwa Wojennego). Szkolenie ukończył w marcu 1942 i otrzymał promocję na podporucznika.

## Służba w Luftwaffe

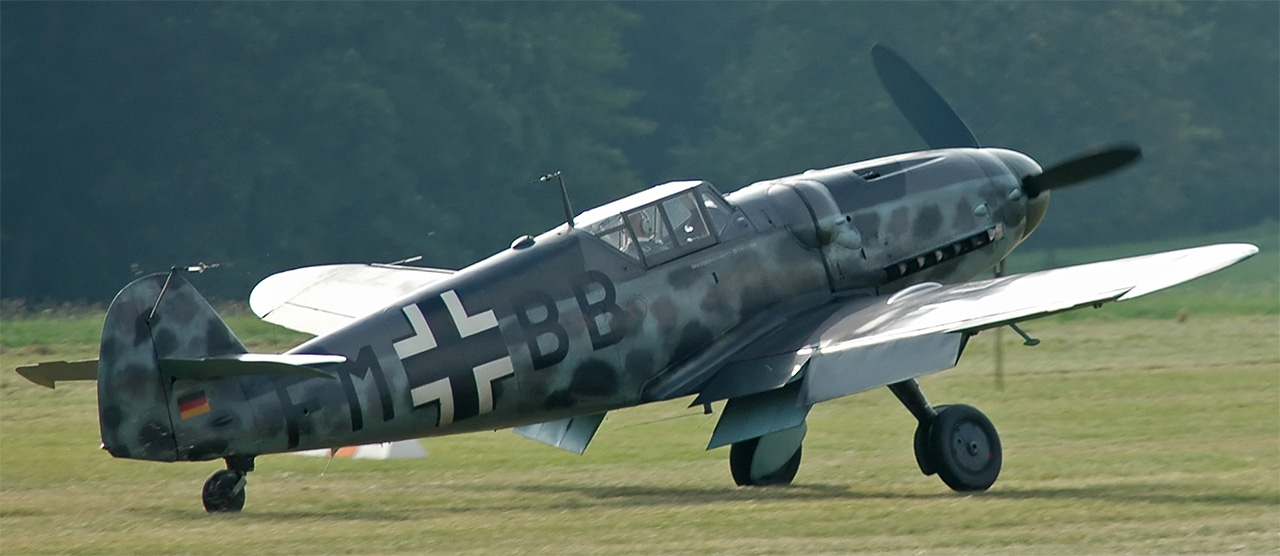
Messerschmitt Bf-109G – na takim myśliwcu Hartmann osiągał swoje największe sukcesy.

W październiku 1942 Hartmann trafił do jednostki bojowej Jagdgeschwader 52 (JG 52), która stacjonowała na froncie wschodnim i była uzbrojona w myśliwce Messerschmitt Bf-109G.
Dowódca III./JG 52 major Hubertus von Bonin przydzielił Hartmanna do doświadczonego pilota Oberfeldwebla Eduarda „Paule" Rossmanna. Po kilku dniach pozorowanych starć powietrznych i lotach praktycznych Rossmann przyznał, że jego podopieczny musi się jeszcze dużo nauczyć z zakresu taktyki walki, ale jest całkiem utalentowanym pilotem.
Następnie Hartmann został przypisany do 7. Eskadry (Staffel) JG 52, gdzie był skrzydłowym słynnego asa Luftwaffe Waltera Krupinskiego, który został jego mentorem i przyjacielem. Pierwszy radziecki samolot zestrzelił 5 listopada 1942, był to Ił-2 z 7 GSzAP. Do końca roku miał na swym koncie jeszcze jedno zestrzelenie i, tak jak wielu innych czołowych asów, potrzebował czasu na wdrożenie się do roli pilota myśliwskiego.
7 lipca 1943 zestrzelił 7 maszyn w ciągu zaledwie jednego dnia (było to w czasie zmasowanych walk powietrznych podczas bitwy pod Kurskiem). W sierpniu 1943 miał na swym koncie 50 zestrzeleń, w tym samym miesiącu zgłosił 48 dalszych maszyn wroga. Wtedy też został awansowany na dowódcę eskadry (Staffelkapitän) i we wrześniu 1943 objął dowodzenie nad jednostką  9./JG52. W końcu sierpnia 1943, po zaliczeniu 90 zwycięstw powietrznych, został strącony i wzięty do niewoli, z której udało się mu w końcu zbiec i dotrzeć do linii niemieckich. W październiku 1943 zgłosił kolejne 33 strącenia i uzyskał liczbę 150 samolotów wroga zniszczonych w powietrzu. Za to osiągnięcie 29 października 1943 przyznano mu Krzyż Rycerski Krzyża Żelaznego (Ritterkreuz). Pod koniec tego roku osiągnął liczbę 159 maszyn wroga.
Rok 1944 był jeszcze bardziej owocny dla Hartmanna. Jego niesamowite osiągnięcia zaczęły budzić zdziwienie nawet w Najwyższym Dowództwie Luftwaffe. Jego zgłoszenia sprawdzano nawet dwu- albo trzykrotnie. Do formacji, w której latał, przydzielano mu także człowieka, którego zadaniem było tylko obserwowanie wyczynów Hartmanna. W marcu miał już 202 strącenia. W tym czasie radzieccy piloci zaznajomili się już z jego sygnałem radiowym – Karaja Jeden, a sowieckie dowództwo wyznaczyło za jego głowę nagrodę. Hartmann dodał wówczas na swój myśliwiec znak rozpoznawczy, którym był Czarny Tulipan. Od tego momentu jego przeciwnicy, którzy spostrzegli ten kwiat, zniechęcali się i często oddalali bez podejmowania walki. Dlatego też samolot z tym znakiem był przydzielany nowicjuszom, którzy latali dzięki temu we względnym bezpieczeństwie.
Trzechsetną maszynę Hartmann zestrzelił 24 sierpnia 1944 (w tym samym dniu strącił razem 11 samolotów wroga). Po 300 zwycięstwach został „uziemiony” przez dowódcę Luftwaffe Hermanna Göringa, który obawiał się negatywnego wpływu na morale Niemców w razie ewentualnego zestrzelenia ich czołowego asa. Jednak Hartmannowi udało się uzyskać zezwolenie na powrót do jednostki bojowej. Za zniszczenie 300 maszyn sowieckich Hartmann stał się jednym z 27 żołnierzy, którzy otrzymali Brylanty do Krzyża Rycerskiego.
W ciągu 1944 zgłosił 172 zwycięstwa powietrzne, co było niepobitym rekordem dla jednego roku walki. W czerwcu miał okazję po raz pierwszy zmierzyć się z Amerykanami, zestrzelił wówczas cztery Mustangi P-51 nad Rumunią, ale w następnym miesiącu został zmuszony do przymusowego lądowania, gdy w czasie walki zabrakło mu paliwa.
Na początku 1945 generał Adolf Galland poprosił go o przystąpienie do nowej jednostki, którą miały sformować odrzutowce Me-262. Hartmann jednak odmówił i został w macierzystej JG 52.
Rankiem 8 maja 1945 Hartmann zestrzelił radziecki myśliwiec, co, jak się później okazało, było ostatnim niemieckim zwycięstwem powietrznym podczas II wojny światowej; tego samego dnia Bubi otrzymał awans na stopień majora, a III Rzesza skapitulowała. Z końcem wojny, wraz ze swoją jednostką poddał się 90 Amerykańskiej Dywizji Piechoty.
Hartmann wykonał 825 lotów bojowych, rozbijając się przy tym 14 razy. Nigdy nie został ranny, nie padł też łupem wroga w żadnej walce powietrznej. Na łączną liczbę zwycięstw złożyło się około 200 różnych jednosilnikowych myśliwców radzieckich oraz ponad 80 amerykańskich P-39 Airacobra, 15 szturmowców Ił-2 i 10 dwusilnikowych średnich bombowców. Często zwykł mawiać, że bardziej cieszy go fakt, iż nigdy nie stracił „skrzydłowego” niż duża liczba strąceń.

### Sposób walki
Hartmann był mistrzem walki z zaskoczenia i zasadzki. Twierdził, iż 80% zestrzelonych przez niego pilotów nie zdawało sobie nawet sprawy „co ich zestrzeliło”. Preferował „szybką walkę”, czasem przelatywał z dużą prędkością przez formację nieprzyjaciela, wykorzystując zamieszanie powstałe w wyniku tego manewru do bezpiecznego oderwania się od przeciwnika. Polegał na mocy silnika i ciężkim uzbrojeniu swojego Messerschmitta Bf-109, którym zbliżał się na niewielką odległość do wroga i otwierał ogień krótką serią z wszystkich karabinów maszynowych i działek. Jeśli sytuacja stawała się niebezpieczna, rezygnował z kontynuowania walki i zadowalał się pojedynczym zestrzeleniem. Jego ostrożna taktyka była opisywana przez niego samego jako „dostrzeżenie-decyzja-atak-odejście”, co oznaczało: staraj się zawsze pierwszy zauważyć przeciwnika, przeprowadź błyskawiczną analizę szans, wykonaj atak i oddal się, aby ocenić sytuację.

## Okres powojenny
Po wzięciu do niewoli Amerykanie wydali Hartmanna, razem z pilotami z jego jednostki i obsługą naziemną Rosjanom. Była to konsekwencja porozumień jałtańskich, które przewidywały, iż lotnicy walczący ze Związkiem Radzieckim muszą być przekazani do tego kraju. Hartmann został oskarżony o zbrodnie wojenne (w szczególności o celowe strzelanie do ludności cywilnej) i poddany surowemu rygorowi więziennemu (był m.in. przetrzymywany w całkowitym odosobnieniu bez dostępu do światła). Mimo takiego traktowania, Hartmann nie przyznał się do stawianych mu zarzutów, od których później odstąpiono. Bardziej subtelne kroki Rosjan, zmierzające do „nawrócenia” go na komunizm, nie przyniosły rezultatów. Zaoferowano mu także stanowisko we wschodnioniemieckim lotnictwie wojskowym, jednak i ta propozycja nie została przyjęta. W czasie długiego okresu przebywania w niewoli, zmarł jego trzyletni syn. Po 10 latach pobytu w radzieckich obozach jenieckich, odzyskał wolność i wrócił do RFN, gdzie czekała na niego żona, do której pisał każdego dnia, spędzonego na froncie.
Następnie został oficerem w zachodnioniemieckim lotnictwie wojskowym, gdzie dowodził pierwszą jednostką całkowicie złożoną z odrzutowców F-104 Starfighter (JG 71). Odwiedził także USA, gdzie został przeszkolony na amerykańskim sprzęcie.
Hartmann uważał Lockheeda F-104 za maszynę awaryjną i niebezpieczną, i sprzeciwiał się jej wprowadzeniu do niemieckich sił zbrojnych. Później okazało się, że jego opinia była uzasadniona (Starfighter miał 282 wypadki, w których zginęło 115 pilotów w czasie zwykłych lotów treningowych, ponadto wybuchła afera „łapówkarska” związana z tą maszyną, tzw. Lockheed scandal), mimo to Hartmann popadł w konflikt ze swoimi zwierzchnikami i został zmuszony do odejścia na emeryturę w 1970.
Erich Hartmann zmarł 20 września 1993 w wieku 71 lat. Rosja oczyściła Hartmanna z zarzutów w styczniu 1997; uznano, że jego skazanie było całkowicie bezprawne.

## Rangi
- Leutnant – 31 marca 1942
- Oberleutnant – 1 lipca 1944
- Hauptmann – 1 września 1944
- Major – 8 maja 1945

- Major – 1956
- Oberstleutnant – 12 grudnia 1960
- Oberst – 26 lipca 1967

## Odznaczenia
- Krzyż Rycerski Krzyża Żelaznego z Liśćmi Dębu, Mieczami i Brylantami
  - Krzyż Rycerski – 29 października 1943
  - Liście Dębu (nr 420) – 2 marca 1944
  - Miecze (nr 75) – 2 lipca 1944
  - Brylanty (nr 18) – 25 sierpnia 1944
- Krzyż Niemiecki w Złocie – 17 października 1943
- Krzyż Żelazny I Klasy
- Krzyż Żelazny II Klasy
- Złota odznaka pilota frontowego Luftwaffe z liczbą „1300”
- Złota odznaka pilota-obserwatora Luftwaffe z Brylantami
- Puchar Honorowy Luftwaffe – 13 września 1943